# Ensemble industriel d'Hautefond
L'ensemble industriel d'Hautefond est un hangar situé sur le territoire de la commune d'Hautefond dans le département français de Saône-et-Loire et la région Bourgogne-Franche-Comté.

## Historique
Elle fait l'objet d'une inscription au titre des monuments historiques depuis le 18 juin 1992.